# Lake Shore Boulevard

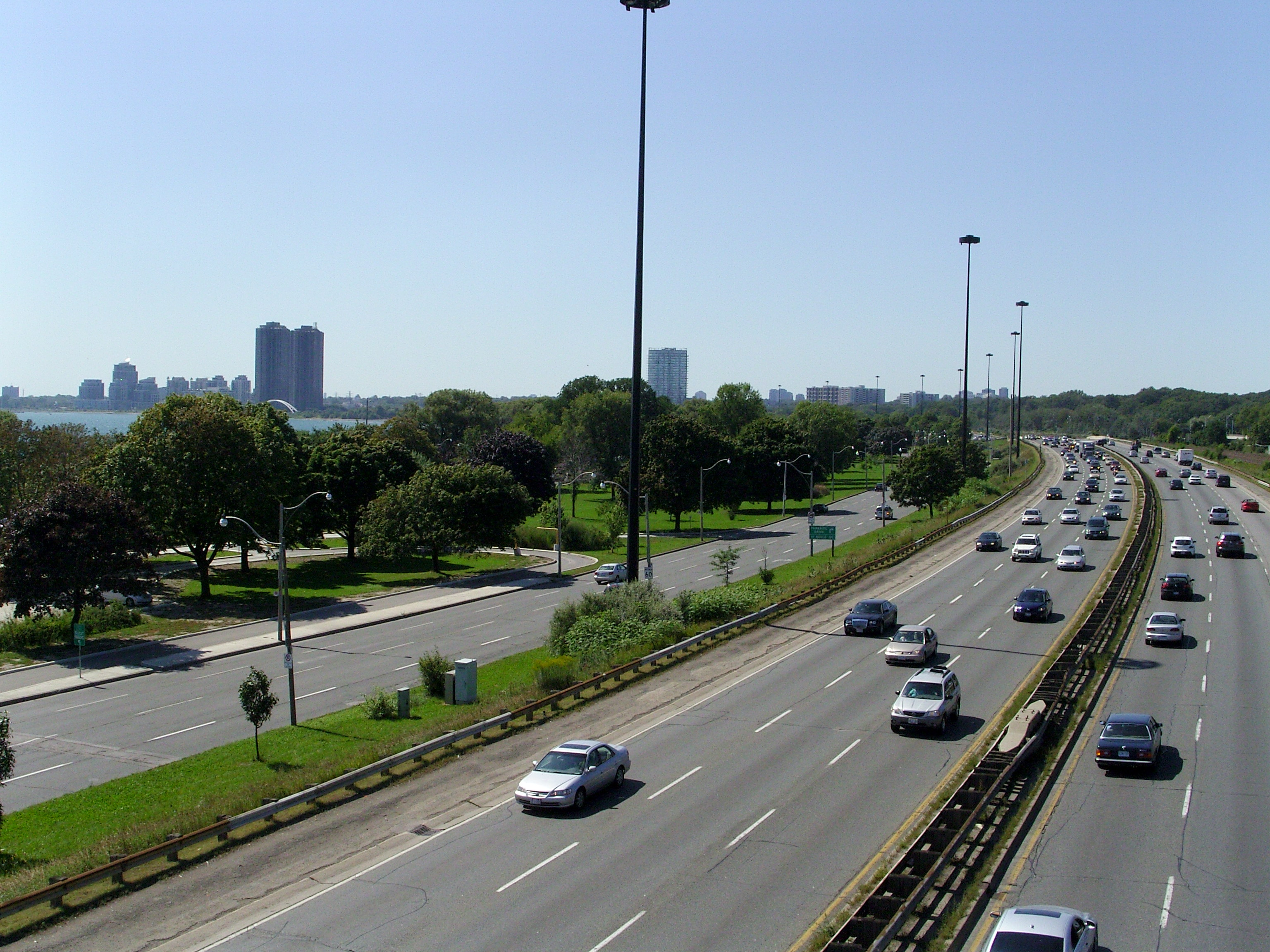
Vy över Lake Shore Boulevard och Sunny Side-området från en gångbro.

Lake Shore Boulevard är en större huvudled i Toronto, som ligger i närheten av stranden till Lake Ontario söder om Torontos innerstad. Den börjar i väster vid Etobicoke Creek och fortsätter i öster till Ashbridges Bay.